# Stephen Dixon (hokeista)
Stephen Dixon (ur. 7 września 1985 w Halifax, Nowa Szkocja) – kanadyjski hokeista.

## Kariera
- Halifax Hawks Midget AAA (2000-2001)
- Cape Breton Screaming Eagles (2001-2005)
- Wilkes-Barre/Scranton Penguins (2005-2007)
- Portland Pirates (2007-2008)
- Brynäs (2008-2010)
- Amur Chabarowsk (2010-2011)
- Ässät (2011-2013)
- Łokomotiw Jarosław (2013)
- Jugra Chanty-Mansyjsk (2013-2014)
- Luleå HF (2014)
- Tappara (2014-2016)
- Grizzlys Wolfsburg (2016-2018)
- Cardiff Devils (2018-2020, 2021-)

Wychowanek Halifax Hawks. Występował w rozgrywkach QMJHL, AHL, Elitserien, SM-liiga. Od końca stycznia 2013 zawodnik Łokomotiwu Jarosław w lidze KHL. Na początku października 2013 klub rozwiązał z nim umowę (Dixon rozegrał w jego barwach 18 spotkań i nie strzelił ani jednego gola). Wkrótce potem został zawodnikiem Jugry Chanty-Mansyjsk. Od lipca 2014 zawodnik Luleå HF. Od listopada 2014 zawodnik Tappara. Od października 2016 zawodnik Grizzlys Wolfsburg. W lipcu 2018 przeszedł do walijskiego klubu Cardiff Devils, występującego w brytyjskich rozgrywkach EIHL. Tam przedłużał kontrakt w połowie 2019 i w połowie 2020. W sezonie 2020/2021 nie grała, a w czerwcu 2021 ponownie podpisał kontrakt z tym klubem
Grał w kadrach juniorskich Kanady na turniejach mistrzostw świata juniorów do lat 17 edycji 2002, mistrzostw świata do lat 18 edycji 2003, mistrzostw świata do lat 20 edycji 2004, 2005.

## Sukcesy
Reprezentacyjne
- Złoty medal mistrzostw świata juniorów do lat 18: 2003
- Srebrny medal mistrzostw świata juniorów do lat 20: 2004
- Złoty medal mistrzostw świata juniorów do lat 20: 2005
- Złoty medal play-off EIHL: 2019

Klubowe
- Mistrzostwo dywizji AHL: 2006 z Wilkes-Barre/Scranton Penguins
- F.G. „Teddy” Oke Trophy: 2006 z Wilkes-Barre/Scranton Penguins
- Srebrny medal mistrzostw Finlandii: 2015 z Tappara
- Złoty medal mistrzostw Finlandii: 2016 z Tappara

Indywidualne
- SM-liiga (2011/2012):
  - Drugie miejsce w klasyfikacji asystentów w sezonie zasadniczym: 39 asyst[11]
  - Czwarte miejsce w klasyfikacji kanadyjskiej w sezonie zasadniczym: 53 punkty[12]
- SM-liiga (2012/2013):
  - Piąte miejsce w klasyfikacji asystentów w sezonie zasadniczym: 35 asyst[13]